# Ontologie
Die Ontologie (im 16. Jahrhundert als griechisch ὀντολογία ontología gebildet aus altgriechisch ὄν ón, deutsch ‚seiend‘ bzw. altgriechisch τὸ ὄν ‚das Sein‘ und λόγος lógos, deutsch ‚Lehre‘, also ‚Lehre vom Seienden‘ bzw. ‚Lehre des Seins‘) ist eine Disziplin der (theoretischen) Philosophie, die sich mit der Einteilung des Seienden und den Grundstrukturen der Wirklichkeit befasst. Dieser Gegenstandsbereich ist weitgehend deckungsgleich mit dem, was nach traditioneller Terminologie „allgemeine Metaphysik“ genannt wird. Dabei wird die Systematik grundlegender Typen von Entitäten (konkrete und abstrakte Gegenstände, Eigenschaften, Sachverhalte, Ereignisse, Prozesse) in ihren strukturellen Beziehungen diskutiert. Fragen, die spezielle Gegenstandsbereiche der Philosophie betreffen, sind zum Beispiel „Was ist der Mensch?“, „Gibt es einen Gott?“ oder „Hat die Welt einen Anfang?“, oder im Bereich der Naturwissenschaften „Was ist Materie?“, „Was ist die Raumzeit?“, „Gibt es emergente Eigenschaften?“, „Was ist das Leben?“ oder „Was ist der Geist?“. Diese Themen fielen nach traditioneller Stoffgliederung in den Bereich „spezielle Metaphysik“. Bei den Geisteswissenschaften steht der Begriff des Seins und sein Verhältnis zu den einzelnen Entitäten im Vordergrund. Bei den empirischen Wissenschaften ist darüber hinaus „das Werden“  von großer Bedeutung.
Heute werden in der analytischen Ontologie die Ausdrücke „Ontologie“ und „Metaphysik“ zumeist synonym verwendet. In der Informatik werden seit den 1990er Jahren formale Repräsentationssysteme, angelehnt an den philosophischen Begriff, als „Ontologien“ bezeichnet.

## Begriff
Der Ausdruck Ontologie scheint in deutscher Sprache zum ersten Mal von Rudolf Goclenius (1547–1628) gebraucht worden zu sein. Ungefähr zur gleichen Zeit ist ein Beleg bei Jacob Lorhard (1561–1609), Professor in St. Gallen, Schweiz. Johann Georg Walch (1693–1775) definiert in seinem Werk Philosophisches Lexicon: „Ontologie bedeutet die Lehre vom Ende [Sein], und ist eine Benennung, womit einige neuere Philosophen die Wissenschaft, die vom Ende überhaupt und dessen Eigenschaften handelt, verstanden.“ Walch weist darauf hin, dass „andere lieber Ontosophie“ sagen.
Der Begriff „Ontologie“ wurde zum ersten Mal von Rudolf Goclenius 1613 und von Johannes Clauberg 1656 in seinem eigentlichen Sinne (Lehre vom Sein) verwendet. Rudolf Goclenius trennt Ontologie und Metaphysik.
Die Ontologie stellt in der klassischen (unter anderem auf Christian Wolff zurückgehenden) philosophischen Systematik einen Teil der Metaphysik dar, nämlich die allgemeine Metaphysik (metaphysica generalis) im Gegensatz zur speziellen Metaphysik (metaphysica specialis), die sich mit Gott (Natürliche Theologie), der Seele (Natürliche Psychologie) und der Welt (Natürliche Kosmologie) beschäftigt.
Mit der speziellen Metaphysik ist der Anspruch verbunden, allein auf Vernunftbasis (also nicht-empirisch) bestimmte Bereiche von Entitäten zu untersuchen: Die natürliche Theologie steht dabei etwa im Gegensatz zu Formen der Theologie, die sich auf die Grundlage von Offenbarungen, auf „heilige Schriften“ stützen; die natürliche Kosmologie im Gegensatz zur empirischen Physik. Typische Fragen einer speziellen Metaphysik sind etwa die Probleme, ob die Welt einen Anfang in der Zeit hat oder ob die Seele unsterblich ist.

## Grundfragen der Ontologie
Im Verlauf der Geschichte haben sich verschiedene Phänomene oder Themenbereiche herausgeschält, die Gegenstand philosophischer oder allgemeiner naturwissenschaftlicher Diskussionen sind, und die man als Grundfragen der Ontologie bezeichnen kann:
- die Frage nach der Existenz, die als Merkmal jedem Seienden zukommt oder als Sein an sich befragt wird.
- das Problem der Totalität, der Einheit in der Vielheit, des (kausalen) Zusammenhangs komplexer Entitäten.
- die Unterscheidung von Dingen, Konstrukten, Prozessen, Zuständen und Ereignissen[1]·
- die dynamische Entwicklung von materiellen Systemen, verbunden mit der Dualität von Sein und Werden[1]
- die numerische Gleichheit oder Verschiedenheit, das Problem der Individuation.
- die Frage nach den Beziehungen oder Relationen oder strukturellen Zusammenhängen.
- das Problem der Identität oder der Fortdauer und Veränderung über die Zeit hinweg.
- das Thema der qualitativen Gleichheit und Verschiedenheit, die Frage nach dem Allgemeinen oder Besonderen, das auch als Universalienproblem bekannt ist.

## Methodische Ansätze
Methodisch geht die klassische philosophische Ontologie oft den Weg über die Sprache, in der sie den Niederschlag des Wirklichen und Nichtwirklichen wiederzufinden glaubt. Die Frage lautet dann, was man Wahres über das Seiende aussagen (prädizieren) kann. Ontologische Aussagen bedürfen dann einer Begründung und die Ontologie wird so zu einer (Geistes-)Wissenschaft. Diesen Weg, den schon Aristoteles in seiner Kategorienschrift gegangen ist, beschreiten Theoretiker, die ganz unterschiedliche erkenntnistheoretische Grundpositionen einnehmen, wie realistische oder konstruktivistische Positionen bezüglich bestimmter Gegenstände. Der realistische Ansatz wird historisch unter anderem mit dem Namen Aristoteles verknüpft und nimmt an, dass die Grundstrukturen der Realität sich in der Erfahrung prinzipiell verlässlich abbilden und in sprachlicher Form angemessen aussagbar sind. Antirealistische (auch konstruktivistische) Ansätze lehren beispielsweise, dass die Grundstrukturen des Seienden nur Projektionen des Denkens über die Welt sind. Wie nämlich die Wirklichkeit unabhängig von unserer Erkenntnis von ihr beschaffen ist, sei uns entweder nicht zugänglich oder, wie radikalere Vertreter dieser Position lehren, überhaupt eine sinnlose Frage, da „die Welt“ schlicht jene sei, die man konstruiere. Hin und wieder werden konstruktivistische Motive etwa auf Gedanken Immanuel Kants zurückgeführt, da dieser lehrt, dass das Ding an sich unerkennbar sei. Obgleich die beiden erkenntnistheoretischen Grundpositionen sich unversöhnlich gegenüberstehen, kann der beschreibende Inhalt der Ontologie mit beiden Konzepten übereinstimmen, wobei es nach antirealistischer Position nur um die Strukturen geht, die man als Vorstellung im Wahrnehmungsprozess erzeugt und nicht zugleich auch um jene, die – so der Realist – unabhängig von einem Beobachter in der Welt vorliegen. Für beide Sichten gilt, dass der Ontologe beschreibend (deskriptiv) vorgeht und nicht versucht zu erklären, warum die Welt ist, wie sie ist. Das ist dann Thema der speziellen Metaphysik.
Die naturwissenschaftliche Ontologie geht davon aus, dass das Seiende von den empirischen Wissenschaften behandelt wird, von der Physik bis zu den Sozialwissenschaften und der Ökonomie. Eine moderne Ontologie sollte sich daher an den Erkenntnissen dieser Wissenschaften orientieren. Diese Ontologie ist sehr allgemein und behandelt diejenigen naturwissenschaftlichen Fragestellungen, die über die Einzelwissenschaften hinausreichen, also die gesamte Realität des Seins und Werdens betreffen. Sie kann anhand ihrer Übereinstimmung mit den Einzelwissenschaften geprüft werden.

## Problem- und Begriffsgeschichte
Obwohl der  Begriff „Ontologie“ erst spät in der Geschichte der Philosophie eingeführt wurde, wird ihr Gegenstand – das Seiende als Seiendes – bereits in der Philosophie der Antike behandelt.
Die Philosophie Heraklits (um 520–460 v. Chr.) aus Ephesos zur Frage des Werdens und Seins stand im Gegensatz zu den Lehren des Parmenides (um 520–460 v. Chr.) aus Elea. Während Heraklit die Wandelbarkeit alles Seienden mit seinem Grundsatz Alles fließt betonte, vertrat Parmenides die These Unwandelbarkeit des Seins.
Für Aristoteles (384–322 v. Chr.) hat die Metaphysik als „Erste Philosophie“ zugleich die Aufgabe, „das Seiende, rein insofern es ist, und die demselben zukommenden Bestimmungen zu betrachten“. Diese „Erste Philosophie“ bildet einen eigenen Teil seiner Metaphysik. „Seins-“ und „Gotteswissenschaft“ stehen dabei in einem polaren Zusammenhang.
Auch in der Philosophie des Thomas von Aquin (1225–1274) steht die Ontologie – bereits in expliziterer Form – der Lehre vom göttlichen Sein gegenüber, die aber nach wie vor zusammen die „reine“ oder „allgemeine“ Metaphysik ausmachen und gemeinsam die Grundlage der übrigen „metaphysisch“ genannten Disziplinen (Kosmologie, Psychologie etc.) darstellen. Bei Benedictus Pererius (1535–1610) beginnen sich zu Anfang des 17. Jahrhunderts „Seins-“ und „Gotteswissenschaft“ zu verselbständigen und werden als zwei verschiedene Wissenschaften nebeneinander geordnet: Erste Philosophie und allgemeine Wissenschaft auf der einen, Metaphysik im Sinne von Theologie auf der anderen Seite.
Goclenius (1547–1628) unterscheidet die Ontologie als „philosophia de ente“ aufgrund der Beziehung ihres Objekts zur Materie von der „scientia transnaturalis“ als Lehre von Gott und den Engeln. Micraelius (1597–1658) bringt diese Spaltung für die Schulphilosophie des 17. Jahrhunderts exemplarisch zum Ausdruck. Er unterteilt die Metaphysik in eine „allgemeine, in der das Seiende in seinem abstraktesten Sinne und in völliger Indifferenz betrachtet wird“ und in eine „besondere Metaphysik, in der das Seiende in jenen Arten von Substanzen betrachtet wird, die von jeglicher Materie abgetrennt sind, wie es Gott, die Engel und die abgetrennte Seele sind“. Der als „erste Philosophie“ aufgefasste Teil der Metaphysik erscheint bei ihm jetzt als die eigentliche Fortsetzung der metaphysica generalis, während die theologia naturalis auf einen Bestandteil der metaphysica specialis reduziert wird.
Bei Johannes Clauberg (1622–1665) bekommt die Ontologie als metaphysica generalis einen umfassenden Status, der in gewisser Weise auch die „natürliche Theologie“ übergreift. Bei Leibniz erscheint diese dann als die „Wissenschaft vom Denkbaren ganz allgemein, insofern es ein solches ist“.
Die endgültige Spaltung von Ontologie als übergreifender Metaphysik (metaphysica generalis) und natürlicher Theologie (reduziert auf metaphysica specialis) wird schließlich von Christian Wolff (1679–1754) vollzogen. Bei ihm ist die Ontologie als „Erste Philosophie“ die Wissenschaft vom Seienden im Allgemeinen. Sie hat die Aufgabe, „durch begrifflich begründete Deduktion alle jene Bestimmungen (Prädikate) zu explizieren, die den Seienden als solchen zukommen können und die damit von höchster Allgemeinheit sind“.
Kant (1724–1804) kritisiert die Ontologie als eine Disziplin, die ihren „stolzen Namen“ unrechtmäßig trägt und „sich anmaßt, von Dingen überhaupt synthetische Erkenntnisse a priori in einer systematischen Doktrin zu geben“, während doch „der Verstand a priori niemals mehr leisten könne, als die Form einer möglichen Erfahrung überhaupt zu antizipieren“. Deshalb muss der Anspruch der bisherigen Ontologie „dem bescheidenen, einer blossen Analytik des reinen Verstandes, Platz machen“. Diese „Wissenschaft von den allgemeinsten Begriffen und Grundsätzen aller natürlichen und sittlichen Dinge überhaupt, ohne Objekte anzunehmen, die gegeben wären […] berührt nicht das Übersinnliche“. Sie „wird Transzendental-Philosophie genannt, weil sie Bedingungen und erste Elemente aller unserer Erkenntnis a priori enthält“.
Für Hegel (1770–1831) hat zwar die ehemalige Metaphysik durch die kritische Philosophie „ihre Endschaft erreicht“. Da aber „ein gebildetes Volk ohne Metaphysik“ wie ein „Tempel ohne Allerheiligstes“ sei, versucht Hegel, diese in seiner Seins- und Wesenslogik kritisch wiederherzustellen.
Der – vor allem in England und Frankreich verbreitete – empiristisch orientierte Materialismus des 17. und 18. Jahrhunderts weist Wolffs ontologisches System zurück. Für Ludwig Feuerbach (1804–1872), der den Materialismus in Deutschland als Gegenpol zur spekulativen Philosophie Hegels rezipiert, ist der „objektiv begründete Anfang, die wahre Basis der Philosophie, die Natur“. Der Versuch, „das Seiende als solches“ abzuleiten, erscheint ihm erkenntnistheoretisch gesehen undurchführbar. Denn das „Denken ist aus dem Sein, aber das Sein nicht aus dem Denken. Sein ist aus sich und durch sich – Sein wird nur durch Sein gegeben –, Sein hat seinen Grund in sich“.
Die zweite Hälfte des 19. Jahrhunderts ist größtenteils durch die Ablehnung von Hegels spekulativ-dialektischem System gekennzeichnet. Die Ontologie wird mit einem Tabu belegt. Dominante Richtungen dieser Zeit sind der Positivismus und die Lebensphilosophie, die beide durch den Neukantianismus beeinflusst wurden.
In der Philosophie des 20. Jahrhunderts erwacht wieder ein gewisses Interesse an der Ontologie. In der Neuscholastik (Hans Driesch (1867–1941), Erich Becher (1882–1929) und Aloys Wenzl (1887–1967)) findet eine Auseinandersetzung mit der von Aristoteles geprägten Thomistischen System-Konzeption statt.

### Alte und neue Ontologie
Unter alter Ontologie versteht man die hauptsächlich von Parmenides vertretene Richtung der Philosophie. Da diese Lehre das Sein verabsolutierte und das Nichts als undenkbar bezeichnete, wird solche Auffassung gern als positivistisch bezeichnet. Gegen solche Einstellung ist der Vorwurf des Szientismus erhoben worden. Die alte Ontologie ist auf der naturphilosophischen und kosmologischen Überzeugung der Unwandelbarkeit des Kosmos bzw. des Sternenhimmels entstanden, siehe Mechanistisches Weltbild. Nach Georgi Schischkoff beschränkte die alte Ontologie den Begriff der Realität auf Materialität. Das zeitlos Allgemeine und Unwandelbare galt in der alten Ontologie als Sein höherer Ordnung, ja als das allein wahre Sein. Die neue Ontologie hat einen umfassenderen Realitätsbegriff, der sich auf eine Stufenordnung der realen Welt bezieht. Nach Nicolai Hartmann hat sich gerade das, was einst als Reich der Vollkommenheit galt, das Reich der Wesenheiten, deren schwache und unvollkommene Abbilder die empirisch wahrnehmbaren Dinge sind, als das Reich des unvollständigen Seins erwiesen, das nur in der Abstraktion gebildet werden konnte. Dies sei der vielleicht greifbarste Gegensatz zwischen neuer und alter Ontologie.

### Naturwissenschaftliche Ontologie
Einen Ansatz für eine allgemeine naturwissenschaftliche Ontologie, die sich an den Erkenntnissen der Einzelwissenschaften orientiert, vermittelt das Modell der emergenten selbstorganisierten Prozesse und Systeme. In diesem Modell werden die Prozesse der Welt auf einen einheitlichen Grundprozess abgebildet, der vom Urknall über die Entwicklung des Lebens, die Funktionsweise des Gehirns bis hin zu den Prozessen der menschlichen Gesellschaft wirkt: Aus Elementen, die untereinander Wechselwirkungen haben, entstehen von selbst und meist spontan Systeme mit neuen Strukturen, Eigenschaften und Fähigkeiten. Abhängig vom Anwendungsbereich ist dieses allgemeine Modell auch unter den Bezeichnungen Komplexitätstheorie, Evolution, Synergetik, Holismus, Monismus, Symbiose, Autopoiesis, Spontane Sozialordnung und Unsichtbare Hand des Marktes bekannt.

## Kritik

### Kritische Beschreibung von Ontologie in der Systemtheorie Niklas Luhmanns
Auf dem Gebiet der systemtheoretischen Forschung beschäftigte sich Niklas Luhmann mit dem Begriff der Ontologie in dessen historischen und gegenwärtigen Kontexten zu einer möglichen Beschreibung der modernen Gesellschaft. Dabei wird das Verständnis von Ontologie, auf die für die Systemtheorie typische Weise, mit einer binären Unterscheidungsstruktur eingegrenzt:

„Als Ontologie wollen wir das Resultat einer Beobachtungsweise bezeichnen, die von der Unterscheidung Sein/Nichtsein ausgeht und alle anderen Unterscheidungen dieser Unterscheidung nachordnet.“

Luhmann arbeitete, entsprechend diesem Zitat, mit einem Beobachtungsverfahren, das er dem Formenkalkül von Georg Spencer-Brown (Gesetze der Form) entnahm und für seine eigene Theorie modifizierte. Zwei zur Unterscheidung gegebene Werte erfordern die Bezeichnung von einem der beiden, wodurch das Ausblenden des jeweiligen anderen erfolgt. Der ausgeblendete Wert steht als konstitutive Bedingung des bezeichneten Wertes weiterhin bereit, wie z. B. für ein Reentry, womit der Wiedereintritt einer Unterscheidung in das bereits Unterschiedene gemeint ist. Bei der Anwendung dieses Verfahrens auf die ontologische Beobachtung in der Form Sein/Nichtsein entsteht eine Paradoxie. Das Nichts wird als ein Etwas bezeichnet was nicht ist. Dieser Umstand zwingt Folgeoperationen von vornherein auf die Seite des Seins. Das Nichts stellt somit keinen tatsächlichen Eigenwert, sondern verhilft dem Sein funktional lediglich zur uneingeschränkten Geltung. Operativ ist es deswegen nicht weiter verwendbar, denn weder durch dessen Bezeichnung noch dessen Nichtbezeichnung geht etwas verloren. Es konsumiert sich sozusagen selbst, oder anders gesagt, die Reflexion fügt nichts Eigenes zur Wissensherstellung hinzu.
Luhmann verstand ontologisches Denken, weit über eine geisteswissenschaftliche Bedeutung hinausgehend, auch als wesentlichen Bestandteil alltäglicher und gesellschaftlich relevanter Kommunikation. In der historischen Entwicklung sah er einen Umbruch der Gesellschaft von einer „stratifikatorischen Differenzierung“ zu einer „funktionalen Differenzierung“. Im Zuge einer Analyse sich wandelnder gesellschaftlicher Semantik (Selbstbeschreibung) und der damit verbundenen Bewegung von universalistischen zu relativistischen Sehweisen, gelangte er zur Auffassung der Notwendigkeit, das ontologische Schema durch neue Begrifflichkeiten, die des „Beobachters“ und dem der „Beobachtung“, zu ersetzen.

„Jetzt wird die Unterscheidung Sein/Nichtsein als fundierende Unterscheidung (primary distinction) ersetzt, und zwar ontologisch völlig unplausibel ersetzt durch die Unterscheidung von innen und außen oder Selbstreferenz und Fremdreferenz des
Beobachters. Denn erst muß, nach der neuen Version, ein Beobachter erzeugt sein, bevor er die Unterscheidung Sein/Nichtsein anwenden kann.“

So gesehen wäre in einer modernen Gesellschaft keine konkurrenzlose Wahrheit mehr erreichbar. Während in den vormodernen Gesellschaften, mit ihrer Stände- oder Kastenordnung eine stabile Systemkonsistenz mit zuverlässigen Machtverhältnissen (z. B. durch Anerkennung des Geburtsadels) gewährleistet war, wird nun in jedem Teilsystem eine eigene Leitunterscheidung (Code) erzeugt, z. B. in der Wirtschaft mit der Differenz bezahlen/nicht bezahlen in der Politik Macht/Opposition oder in der Wissenschaft Wahrheit/Unwahrheit.
Aber auch in der systemtheoretischen Beschreibung von Sinn wird deutlich, wie Luhmann mit konstruktivistischen Argumenten ontologische Geltungsansprüche in Frage stellt.

„Es ist eine Selbstillusionierung sinnkonstituierender Systeme, wenn sie meinen, zeitüberdauernde Identitäten habe es immer schon gegeben und werde es weiterhin geben, und man könne sich daher auf sie wie auf Vorhandenes beziehen. Alle Orientierung ist Konstruktion, ist von Moment zu Moment reaktualisierte Unterscheidung.“

Hierbei konfrontiert er die Möglichkeit einer ontologischen Seins-Setzung mit deren Umdeutung in prozessual erzeugte, und zeitlich bedingte Operationen, deren Fortbestand nur noch durch autopoietische Systembildungen gewährleistet und durch im System erzeugte Rekursionen fortgesetzt werden können. Auch Systeme selbst können nicht aus sich heraus bestehen, sondern nur aus operativen Unterscheidungen wie System/Umwelt.

## Verbindung zu anderen Wissenschaften
Die Philosophie versteht unter Ontologie die Grundstrukturen der Wirklichkeit und nimmt dabei in Anspruch, ein allgemeingültiges Werkzeug bereitzustellen, um die Welt verstehen zu können. Es ist also verständlich, dass der Begriff Ontologie oder Synonyme dieses Begriffs in anderen Wissenschaften ebenfalls verwendet werden.
Etabliert hat sich der Begriff Ontologie in der Informatik und dort z. B. in den Gebieten Semantic Web und Verstehen natürlicher Sprache. In anderen Wissenschaften ist der Begriff Ontologie weniger stark etabliert, wird aber dennoch gelegentlich verwendet, z. B. in Sprachwissenschaft, Literaturwissenschaft, Psychologie und Mathematik. Im Unterschied zur Philosophie bezieht sich der Ontologiebegriff dann aber auf ein begrenztes Themengebiet oder ein spezifisches Subjekt oder Objekt.
Der Plural Ontologien wird in der Philosophie für die Ontologien verschiedener Philosophen verwendet, von denen in der Regel jede für sich aber Allgemeingültigkeit beansprucht. In den anderen Wissenschaften dagegen, bezieht sich der Plural Ontologien auf verschiedene Ausschnitte der Wirklichkeit. Z. B. verschiedene Wissensgebiete, verschiedene Personen und deren jeweiliges Weltbild.
Inhaltlich besteht eine begriffliche Nähe der Ontologie zur Systemtheorie und zur Kybernetik, die sich ebenfalls mit Strukturen der Wirklichkeit beschäftigen, wenn auch stärker mit deren quantitativen Aspekten und dynamischen Prozessen.
Auch das mathematische Gebiet der Formalen Begriffsanalyse, beschäftigt sich mit dem Ordnen von Gegenständen und ihren Merkmalen in einer Struktur. Ontologien im Sinne der Informatik lassen sich mit den Mitteln der Formalen Begriffsanalyse aus der Mathematik formal beschreiben.
In der Gesellschaftstheorie sowie allgemein den Kultur- und Sozialwissenschaften wird der Begriff der Ontologisierung verwendet, um die Umwandlung von Konzepten oder Ideen in ein ontologisches Modell zu beschreiben. Ontologisierung wird als Festschreibung einer festgelegten Seinsweise verstanden, die durch einen sozio-kulturellen Diskurs hervor gebracht wird.

## Entsprechungen in anderen Kulturen
Der Ansatz der asiatischen Philosophie, die Wirklichkeit mit einer gedanklichen Grundstruktur zu unterlegen, unterscheidet sich stark von der westlichen Ontologie. Er richtet sich stärker an Beziehungen, Prozessen und Kreisläufen aus und stellt Dinge und ihre Eigenschaften als vergänglich in den Hintergrund. Ob dieser Ansatz ebenfalls unter den Oberbegriff Ontologie gefasst werden soll, ist umstritten.
- Pro wird argumentiert, dass es ebenfalls darum geht, die Wirklichkeit durch eine gedankliche Grundstruktur greifbar zu machen.
- Kontra wird argumentiert, dass der Begriff Ontologie aus dem Griechischen stammt und damit fest mit der westlichen Philosophie und deren Vorstellungen verknüpft ist. Auch wird die asiatische Philosophie häufig gleichgesetzt mit der Form, in der sich in westlichen esoterischen Kreisen auf sie bezogen wird.

Zu den Grundstrukturen östlicher Philosophie siehe Wuji, Yin und Yang, Wu wei, Fünf-Elemente-Lehre, Daodejing, Laozi und mit Einschränkungen auch die Acht Trigramme.
Allerdings wird die Konzentration auf Dinge und Eigenschaften durchaus auch in Zweigen der abendländischen Philosophie kritisiert. Siehe hierzu Prozessphilosophie.
Vermutlich finden sich auch in weiteren Kulturen Grundstrukturen der Erkenntnis, bei denen man darüber diskutieren kann, ob sie eine Ontologie darstellen, und die sich dabei deutlich vom abendländischen Ontologie-Verständnis unterscheiden.

### Ältere und moderne Klassiker
- Thomas von Aquin: Über Seiendes und Wesenheit. De ente et essentia. Lateinisch-Deutsch, mit Einleitung, Übersetzung und Kommentar herausgegeben von Horst Seidl. Meiner, Hamburg 1988, ISBN 3-7873-0771-0.
- Ernst Bloch: Tübinger Einleitung in die Philosophie. Suhrkamp, Frankfurt am Main, neue erweiterte Ausgabe (!) 1970, DNB 456137513. (identisch mit Gesamtausgabe Band 13)
- Georg Lukács: Ontologie – Marx. Zur Ontologie des gesellschaftlichen Seins. Die Ontologischen Grundprinzipien bei Marx. 1972, DNB 730293432.
- Heinrich Rombach: Strukturontologie. Eine Phänomenologie der Freiheit. 2., unveränderte Auflage. Freiburg i.Br./ München 1988, ISBN 3-495-47637-7.

### Systematische Darstellungen und Handbücher
- Artikel „Ontologie“ in:
  - Ritter/Gründer/Gabriel (Hrsg.): HWPh.
  - Hans Jörg Sandkühler (Hrsg.): Enzyklopädie Philosophie.
  - Hans Jörg Sandkühler (Hrsg.): Europäische Enzyklopädie zu Philosophie und Wissenschaften.
- David Malet Armstrong: Universals: an opinionated introduction. Westview 1989, ISBN 0-8133-0772-4 Zugleich eine sehr klare Einführung in Grundprobleme der systematischen Ontologie.
- Hans Burkhardt, Barry Smith (Hrsg.): Handbook of Metaphysics and Ontology. Philosophica Analytica, München 1991, ISBN 3-88405-080-X.
- Jan Faye, Uwe Scheffler, Max Urchs: Things, Facts and Events. Rodopi 2000, ISBN 90-420-1533-0.
- Reinhardt Grossmann: Die Existenz der Welt. Eine Einführung in die Ontologie. 2. Auflage. ontos, Frankfurt 2004, ISBN 3-937202-38-2.
- John Heil: From an ontological point of view. Oxford University Press, Oxford 2005, ISBN 0-19-925974-7.
- Michael Loux: Metaphysics – A Contemporary Introduction. 3. Auflage. London 2006.
- E. J. Lowe: A Survey of Metaphysics. Oxford 2002.
- Uwe Meixner: Einführung in die Ontologie. Wissenschaftl. Buchges., Darmstadt 2004, ISBN 3-534-15458-4.
- Edmund Runggaldier, Christian Kanzian: Grundprobleme der analytischen Ontologie. Schöningh, Paderborn 1998, ISBN 3-506-99493-X.
- Benjamin Schnieder: Substanzen und (ihre) Eigenschaften. Eine Studie zur analytischen Ontologie. de Gruyter, Berlin 2004, ISBN 3-11-018155-X.
- Erwin Tegtmeier: Grundzüge einer kategorialen Ontologie. Dinge, Eigenschaften, Beziehungen, Sachverhalte. Alber, Freiburg / München 1992, ISBN 3-495-47722-5.
- Jan Urbich, Jörg Zimmer (Hg.): Handbuch Ontologie. Metzler, Stuttgart 2020, ISBN 978-3-476-04637-6.
- Béla Weissmahr: Ontologie. 2. Auflage. Kohlhammer, Stuttgart 1991, ISBN 3-17-011775-0.

### Zur Geschichte der Ontologie
- Kevin Mulligan: A History of Early Analytic Metaphysics. In: Steven D. Hales (Hrsg.): Analytic Philosophy: Classic Readings. Wadsworth/Thomson Learning, Belmont, Cal. 2002, ISBN 0-534-51277-1, S. 83 ff.
- Walter Pagel: Paracelsus, van Helmont, Virchow und die Wandlungen im ontologischen Krankheitsbegriff. In: Virchows Archiv für pathologische Anatomie. Band 363, 1974, S. 183–211.